# Otto Christiaan Frederik Hoffham
Otto Christiaan Frederik Hoffham (Küstrin, 2 juni 1744 - Prenzlau, 21 januari 1799) was een Nederlandstalige dichter en schrijver.

## Biografie
Hoffham werd in 1744 in Küstrin geboren als zoon van de gereformeerde hofpredikant Christiaan Hoffham en Dorothea Carolina Jablonski. Zijn grootvader van moederskant, Daniël Ernst Jablonski, was hofpredikant te Berlijn. Zijn eerste schoolopleiding kreeg hij in zijn geboorteplaats. Op tienjarige leeftijd kwam hij, via een oom in Amsterdam, op een kostschool in Nieuwersluis terecht. Hij begon zijn loopbaan als notarisklerk te Amsterdam en werkte vervolgens op een handelskantoor aldaar. Na 1773 vestigde hij zich in Duitsland. Hij kocht er in 1779 een landgoed Karolinenhof bij Landsberg, dat hij in 1781 verruilde voor het Krausengoed in Althüttendorf. In 1786 vestigde hij zich met zijn vrouw Johanna Elisabeth Schramm, met wie hij in 1780 was getrouwd, in Prenzlau, waar hij in 1799 op 54-jarige leeftijd overleed.
Hoffham ontwikkelde zich, in de periode dat hij in Duitsland woonde, tot een Nederlandstalige schrijver. Hij schreef onder meer toneelstukken, hekel- en puntdichten en diverse literaire bijdragen in tijdschriften als De Denker en De Kosmopoliet of Waereldburger.
Twee jaar na zijn overlijden gaf zijn vriend, de Amsterdamse uitgever Pieter Johannes Uylenbroek, een bundel met nog niet gepubliceerd werk van Hoffman uit onder de titel Nagelaten geschriften. Zijn Proeve van slaapdichten werd in 1992 heruitgegeven, bezorgd door Jacqueline de Man. In 2003 verscheen de bundel Gedichten. In 2005 verschenen, in de reeks "Dichter des vaderlands", drie puntdichten van Hoffham.